# Polygala rhysocarpa
Polygala rhysocarpa är en jungfrulinsväxtart som beskrevs av Sidney Fay Blake. Polygala rhysocarpa ingår i släktet jungfrulinssläktet, och familjen jungfrulinsväxter. Inga underarter finns listade i Catalogue of Life.